# Mein wunderbares West-Berlin
Mein Wunderbares West-Berlin ist eine Dokumentation aus dem Jahre 2017 von Regisseur Jochen Hick, in welcher die West-Berliner Schwulenbewegung der zweiten Hälfte des 20. Jahrhunderts porträtiert wird. Es werden ausgewählte Zeitzeugen, von Aktivisten und Lebenskünstlern über Kulturschaffende und Regisseure bis hin zu Travestie-Stars und Clubbetreibern, nach ihren Erinnerungen befragt sowie teilweise noch nie zuvor gezeigte Archivmaterialien aus der damaligen Szene veröffentlicht.

## Inhalt und Aufbau
Der Film beginnt mit Archivausschnitten (z. B. Flughafen Tempelhof aus den 1960er Jahren) und mit mehreren Zeitzeugeninterviews. Der Regisseur Jochen Hick erzählt, dass man als schwuler Mann drei Möglichkeiten hatte, um neue Leute kennen zu lernen, nämlich Köln, Amsterdam oder West-Berlin. Der Designer Klaus Schumann berichtet, dass er als junger Mann bei einem Schneider in die Lehre ging, da ihn Schneiderläden magisch anzogen. In der Fasanenstraße (dort befand sich eine große LGBTIQ-Szene) arbeitete René Koch als Kellner. Heute betreibt er ein Lippenstiftmuseum und meint, dass er sich schon immer besser mit Frauen verstanden hätte als mit Männern.
In Deutschland war auch nach 1945 der Paragraph 175 StGB, der „Unzucht unter Männern“ verbot und den die Bundesrepublik Deutschland in der vom NS-Regime verschärften Fassung unverändert übernommen hatte, weiterhin existent – bis 1969 gab es laut Dokumentation aufgrund dieses Paragraphen über 50.000 Verurteilungen. Um dennoch ihre verbotene Sexualität ausleben zu können, gingen die Menschen der Dokumentation zufolge entweder ins Schilf des Tegeler Sees, nach Italien oder in die Schweiz. Koch begann 1966 als Barmann im Kleist-Casino (KC) in Schöneberg und berichtet, dass es sehr schwierig gewesen sei, ins KC hinein zu kommen, da die Angst vor Razzien sehr groß war. Trotzdem trat Koch bereits vor 1969 stark geschminkt auf.
Der Travestiekünstler mit dem Künstlernamen Melanie M. berichtet, dass er ein gutes Geschäft im KC machen konnte, da es zu dieser Zeit nicht viel Auswahl an ähnlichen Etablissements gab. Die Stripteasetänzerin Angela Parker berichtet über Razzien in den 1960er Jahren. Der Travestiekünstler Renate Ravel erzählt, dass er nach einer solchen Razzia und anschließenden Verhaftung Schwule nennen und damit denunzieren sollte. In der Dokumentation wird die Bahnhofsvorhalle des Bahnhof Zoo als ein Treffpunkt für Strichjungen thematisiert. Diese wurden damals von der Kriminalpolizei als „Parasiten“ mit kaum vorhandenen Resozialisierungschancen angesehen. In West-Berlin war es zu dieser Zeit in etwa 30 Lokalen erlaubt, als Mann mit anderen Männern zu tanzen; manche Reiseführer warben versteckt damit.
Danach thematisiert die Dokumentation die ehemalige Männerkommune in der Grainauerstraße in Schöneberg. Dort lebte Wieland Speck, Filmemacher und Teddy-Mitbegründer, der bereits mit 17 Jahren in seine erste Kommune zog, wo auch die freie Liebe unter Männern möglich war. Der Teddy-Award (der erste offizielle LGBTIQ-Filmpreis) wird erst seit Ende der 1980er Jahre vergeben, da zwanzig Jahre zuvor auch namhafte schwule Regisseure noch abgelehnt wurden – laut Dokumentation war der junge deutsche Film heterosexuell und männlich. Der Regisseur Rosa von Praunheim erzählt, dass viele Homosexuelle gerne bei seinen Filmen mitspielten. Besonders sein Film Nicht der Homosexuelle ist pervers, sondern die Situation, in der er lebt (1971) war aber auch unter Homosexuellen sehr kontroversiell diskutiert, da er sich kritisch mit der entstehenden schwulen Subkultur auseinandersetzte.
Hicks Film dokumentiert außerdem die Geschichte der HAW (Homosexuelle Aktion Westberlin). Peter Hedenström etwa berichtet von deren Gründung und auch dass jeden Sonntag ein Plenum stattfand. In der Demonstration am Ersten Mai in Berlin 1972 marschierte die HAW mit. Laut Egmont Fassbinder, ein Aktivist und Verleger, waren vor allem linke Gruppierungen in der HAW. Laut Fassbinder missfielen vielen politisch Linken jedoch die homosexuellen Agitationen. Das Schwule Museum in Berlin wird in diesen Sequenzen ebenfalls thematisiert. Dort kuratierte Wolfgang Theis und vertritt im Film die Meinung, dass sich die HAW statt mit der Linken, mit der Frauenbewegung hätte zusammenschließen sollen. Die Dokumentation berichtet, dass die erste große Handlung gegen den Paragraph 175 in Form einer Unterschriftensammlung und Flugblätterverteilung 1972 gesetzt wurde. Es gab auch schon vor 1969 Gruppierungen, die sich für Homosexuelle engagierten, zu diesen hatte die HAW jedoch keinen Kontakt. Eine Homosexuellengruppe war für viele Homosexuelle eine zweite Heimat bzw. Familie, wo sie ihre Sexualität öffentlich ausleben konnten. Patsy l’Amour laLove, Kulturwissenschafter und Polit-Tunte, erklärt, dass sich in den Jahren 1973 bzw. 1974 die Lesbenbewegung von der Schwulenbewegung lossagte, da sich Männer kaum mit lesbischen Themen auseinandersetzten. Im Film werden Ausschnitte über die Pfingstaktion 1973 gezeigt, für die die HAW alle homosexuellen Aktionsgruppen eingeladen hatte; etwa 500 Personen nahmen teil.
Thematisiert wird der Tuntenstreit von 1973, in dessen Verlauf sich verschiedene Flügel innerhalb der HAW bildeten, unter anderem die sogenannte Tuntenfraktion, welche z. B. Salomé, eine in der Doku vorgestellten Kunstfigur, angehörte. Es werden Archivaufnahmen vom HAW-Tuntenball aus dem Jahr 1976 gezeigt, gepaart mit Erinnerungen von Egmont Fassbinder, einer der führenden Stimmen der HAW. Diese Fraktion innerhalb der HAW zeichnete sich durch aktionistische Manifestationen, zum Beispiel in der Berliner U-Bahn, aus. Dort soll es laut Salomé auch zu gewalttätigen Auseinandersetzungen zwischen ihm und Zivilisten gekommen sein. Rosa von Praunheim verortete sich dem Film zufolge in der Tuntenfraktion.
Es wird auch vom Einfluss der US-amerikanischen Homosexuellenbewegung in Deutschland gesprochen. Vor allem die Stonewall-Riots von 1969 werden hier genannt, wo auch der deutsche Regisseur Rosa von Praunheim zugegen war und diese Ideen nach Deutschland brachte. An dieser Stelle der Doku wird ein Vergleich zwischen amerikanischen und deutschen Schwulengruppen angestrebt. Dabei erzählen die Zeitzeugen skurrile, bewegende, aber auch heitere Anekdoten zum Sexleben. Von sogenannten Sexorgien in dunklen Kellern in Bars, Darkrooms in Kneipen (Knolle), schnellem Sex in Klappen (Toiletten) oder Lederbars ist die Rede. Zwischen einigen expliziten Archivmaterialien, die unter anderem Einblicke in einschlägige Etablissements bieten, werden von den Protagonisten Themen wie Beziehungsformen, Monogamie und der Umgang mit Verhütungsmitteln thematisiert.
Schließlich springt die Dokumentation in die 1970er Jahre und begleitet die Mitglieder der HAW bei ihrer gemeinsam getroffenen Entscheidung, ein Coming-out bei ihren Eltern zu machen. Erwähnt wird in diesem Zusammenhang der Stern-Artikel von 1978, in welchem sich 600 Homosexuelle im Wir sind schwul-Magazin outeten, woran sich Klaus Schumann noch erinnern kann. Dieser berichtet auch über die Reaktion seiner Eltern angesichts seines Coming-Outs. Die Dokumentation erwähnt den Spielfilm Taxi zum Klo, der Frank Ripplohs Leben aufgreift und das Leben eines Schwulen Lehrers thematisiert, der sich in einer Schule in Berlin outete.
Das Ende der 1970er Jahre wird als eine sexuell aktive Zeit bezeichnet. Dies machte sich 1978 bemerkbar, in dem zahlreiche Fälle sexuell übertragbarer Krankheiten verzeichnet wurden. Hierzu folgt das Interview mit Bob Schneider, der Berlin als Zeit der großen Auseinandersetzung und der großen Demos bezeichnet.
Weiters berichtet er über einen Vorfall aus der damaligen Zeit, bei dem er ein Plakat für einen Film am Balkon mit der Aufschrift „Diese Wohnung ist besetzt“ hinausgehangen hat, woraufhin die Polizei gerufen wurde. Das Interview wird mit Ades Zabel fortgesetzt. Er nennt den Begriff „Anti-Berliner“, mit dem er und Bob Schneider bezeichnet wurden. Auf die Frage des Interviewers, wie viele Schwule die beiden Interviewpartner kannten, kommt eine offenkundige Meinung von den beiden Interviewpartnern, nämlich, dass weder Bob noch Ades jemanden außer sich selbst kannten, nur dass vermutlich noch einige Schwule in der Siedlung gelebt hätten. Die darauffolgende Szene zeigt zwei Figurenrollen namens Edith und Jutta, in welche die beiden Comedians hineingeschlüpft sind. Diese beiden Figurenrollen waren Symbole für Spießbürgerlichkeit und für das „andere West-Berlin“.
Im weiteren Verlauf werden Realaufnahmen aus den Anfängen der 1980er Jahre gezeigt. Zu dieser Zeit erfolgten in Westberlin Bauerneuerungen, da es einen Mangel an bewohnbaren Wohnungen und deren Bezahlung gab. Auch der Abriss von ganzen Straßenzügen und die Zerstörung von alten Wohnstrukturen sind deutlich zu sehen, wobei sich viele der Hausbesitzer gegen den Zerfall der alten Bausubstanz wehrten. Neben den Gebäudeabrissprojekten entstand 1981 mitten in Berliner Schwulenkreisen die erste Einrichtung, in dem vorwiegend schwule Männer wohnten. Doch wenig später im Jahr 1983 wurde die Einrichtung von der Polizei geräumt. Die Dokumentation beschäftigt sich in der Folge mit Zeitzeugen aus dieser Zeit, zu dem auch Dirk Ludigs gehört. Er berichtet über die damalige Zeit und bezeichnet sich selbst als „Boytunte“, da er im Alter von 15 Jahren sein erstes „Coming-out“ machte. Im Weiteren berichtet er, dass er nicht in die Bundeswehr wollte, doch der damalige Bundeskanzler, Helmut Kohl, den Zivildienst auf 24 Monate verlängert hatte. Die Dokumentation setzt fort mit nacheinander folgenden Nachtclubszenen, welche vom Interviewer Westbam als „Geschmacksdiscos“ bezeichnet werden. Berichtet wird von dem Vermächtnis, dass das Schwulen-Nachtleben der damaligen Zeit bis weit in die folgenden Jahrzehnte hinterlegte.
In weiteren Interviews berichten Personen über ihr Sexleben, dass einige Personen mit unbekannten Personen Sex haben wollten und dies als „Anonymsex“ bezeichneten, da diese in einer Beziehung waren. Daraufhin wird das Jahr 1984 mit dem Aufkommen der ersten AIDS-Tests thematisiert. Das Jahr 1985 gilt als Panikjahr, da der Ausbruch von AIDS aufkam. Das nächste Interview mit Aron Neubert zeigt seine Portraitserie von Jürgen Baldiga, welche aus insgesamt 27 Fotos besteht. Der Grund für diese Portraitserie war Baldigas Krankheit, da er HIV-positiv war und sein Leben mit der Krankheit bezeugen wollte. Im Weiteren zeigt die Dokumentation die Gründung des Buchladens Eisenherz im Jahr 1979. Dieser Buchladen hatte eine wichtige Funktion, da dort ein Zusammenkommen von an AIDS erkrankten Menschen in Berlin stattgefunden hatte. Zur gleichen Zeit forderten Politiker die Kasernierung von HIV-Infizierten. Doch dagegen kämpften die Schwulen und gründeten in Zusammenarbeit mit Unterstützern die Berliner Aids-Hilfe. Mitten in der AIDS-Krise gründete der damalige Berlinale Panoramaleiter Manfred Salzgeber, der selbst an AIDS erkrankt war, den gleichnamigen Filmverleih, wodurch er vorwiegend Filme zum Thema AIDS in den deutschen Kinos zeigte, um die Bevölkerung auf diese Krankheit aufmerksam machen zu können. Außerdem werden Aktionen der Berliner Gruppe Act-Up zum Thema Welt-AIDS-Tag veranschaulicht, so eine reihenweise HIV-Testung bei Lufthansa.
Nachfolgend werden die Demonstrationen im Jahr 1991 gegen das Kondomverbot und die Haltung der katholischen Kirche zu Homosexualität und AIDS gezeigt. Abschließend stellt die Dokumentation einen Bezug zur Gegenwart her, in dem unterschiedliche Demonstrationen in den vergangenen Jahren gezeigt werden, unter dem auch der Berliner Christopher Street Day.

## Zeitzeugen im Film

### Rolle von Zeitzeugen im Film
Historische Dokumentationen bestehen zumeist aus einer Kombination von Archivmaterialien, Neudrehungen an Originalschauplätzen und Zeitzeugeninterviews. Inwiefern Gegenwartsbezüge in diesem Genre zulässig sind, wird diskutiert. Dabei steht die Frage im Vordergrund, ob das Genre einer historischen Dokumentation überschritten wird, wenn die Dramaturgie eine von der Gegenwart heraus reflektierende Annäherung an die Vergangenheit aufweist. In „Mein wunderbares West-Berlin“ werden Gegenwartsbezüge bewusst eingebaut. Jochen Hick interviewt Personen der homosexuellen Bewegung und Szene, welche in West-Berlin im Laufe der zweiten Hälfte des 20. Jahrhunderts lebten. Die Zeitzeugen erzählen nicht nur von ihren persönlichen Erinnerungen, sondern auch von ihrer Wahrnehmung der gegenwärtigen homosexuellen Bewegung und den Entwicklungen in Berlin. Die unterschiedlichen Interpretationen und Beurteilungen der Vergangenheit werden zudem unter den Zeitzeugen selbst diskutiert, womit die Multiperspektivität explizit aufgezeigt wird. Hick nimmt sich auch nicht erzwungen als Regisseur aus der Dokumentation heraus, sondern zeigt sich selbst und kommentiert seine eigene erste Reise nach Berlin. Die Dokumentation besteht sowohl aus Interviews mit Zeitzeugen, welche Hick anlässlich der Dokumentation geführt hat, als auch aus alten Interviews und Filmmaterialien. Zu letzteren zählen unter anderem gefilmte Diskussionen der HAW oder ein Interview mit dem bereits 1993 verstorbenen Fotografen Jürgen Baldiga. Hicks Dokumentationen spielen gezielt mit der Repräsentation von Wahrheit. Sie weisen gleichzeitig eine realistische Ästhetik und eine bewusste Performativität auf. Diese Spannung zwischen Wahrheit und Fiktion zeigt sich in dieser Dokumentation auch in den Zeitzeugeninterviews. In einem Gruppeninterview mit ehemaligen HAW-Mitgliedern wird über die damalige Zeit und die weiteren Entwicklungen der Homosexuellen-Bewegung diskutiert. Obwohl die Personen über dasselbe Thema sprechen, unterscheiden sich die Interpretationen über ihre Zeit in der HAW.

### Protagonisten
Im Fokus der Dokumentation stehen insbesondere die Erzählungen und Erinnerungen der folgenden Personen, weshalb diese auch als Protagonisten gelten können:
- Egmont Fassbinder (geb. 1945 in Kippenheim): Er war Mitbegründer der HAW und leitete ab 1978 den Verlag Rosa Winkel. Er lebt seit 1965 in Berlin.
- Romy Haag (geb. 1951/1948 in Scheveningen, Niederlanden als Edouard Frans Verba): Sie ist eine bedeutende Entertainerin und Sängerin. Sie gilt bis heute als eine der vielseitigsten queeren Künstlerinnen Deutschlands. Seit Ende der 80er Jahre engagiert sie sich zudem als Mitglied des Kuratoriums bei der Berliner Aids-Hilfe. Sie lebt seit 1974 in Berlin.
- Peter Hedenström (geb. 1948 in Lübeck): Er war Mitbegründer der HAW, des Verlags Rosa Winkel (1974) und des Buchladens Eisenherz (1978). Er lebt seit 1969 in Berlin.
- Gerhard Hoffmann (geb. 1946): Er gründete die Zeitschrift Die Schwuchtel (1975), das Café Anderes Ufer (1977) und den Albino Verlag (1981) mit. Er engagierte sich in der HAW. Er erhielt 2016 das Bundesverdienstkreuz aufgrund seines Engagements in der homosexuellen Emanzipationsbewegung.
- René Koch (geb. 1945 in Heidelberg): Er ist ein bekannter deutscher Visagist, Schönheitsexperte und Autor. Er kam 1963 nach Berlin und arbeitete zunächst als Tellerwäscher, Barkeeper und Travestiekünstler. Er gründete 1996 den Arbeitskreis Camouflage, der Menschen mit Hautanomalien hilft. Zudem leitet er heute das Lippenstiftmuseum in Berlin.[3]
- Patsy l’Amour laLove (bürgerlich: Patrick Henze): Sie ist eine Geschlechterforscherin, Autorin und Polit-Tunte. Sie lebt seit 2010 in Berlin. Außerdem organisiert sie wissenschaftliche und kulturelle Veranstaltungen – wie die Party Polymorphia im SchwuZ.
- Wilfried Laule (geb. 1945 in Eigeltingen): Er ist ein deutscher Maler. Er lebt seit 1972 in Berlin. Er war Gründungsmitglied der HAW, deren Aktionen er mit seiner Super-8-Kamera filmte.
- Dirk Ludigs (geb. 1965). Er ist ein deutscher Fernsehredakteur und Journalist. Er kam 1984 nach Berlin.
- Detlef Mücke (geb. 1944 in Hannover): Er ist ein in Berlin lebender Lehrer im Ruhestand. Er zog 1971 nach Berlin und ist vor allem als Gewerkschafter und LGBT-Aktivist bekannt. Außerdem war er Mitbegründer der Lehrergruppe in der HAW.
- Wolfgang Müller (geb. 1957 in Wolfsburg): Er ist ein bedeutender deutscher Künstler. Er lebt seit 1979 in Berlin.
- Rosa von Praunheim (geb. 1942 in Riga, Lettland als Holger Radtke): Er ist ein bekannter deutscher Filmemacher und Autor. Er kam 1962 nach Berlin. Er gab der deutschen AIDS-Bewegung mit seinen AIDS-Filmen Ende der 80er und Anfang der 90er Jahre wichtige Impulse.
- Salomé (geb. 1954 in Karlsruhe als Wolfgang Ludwig Cihlarz): Er ist ein deutscher Maler und Aktionskünstler. Er lebt seit 1973 in Berlin. Er gehörte der „Tuntenfraktion“ der HAW an.
- Bob Schneider (geb. 1962 in Berlin-Wilmersdorf): Er ist ein deutscher Kabarettist, Travestiekünstler und Autor.
- Klaus Schumann (geb. 1937 in Berlin-Schöneberg): Er ist ein deutscher Schneider und in der Modebranche tätig. Er bekam im Jahr 1975 sein eigenes Atelier. Im Jahr 1978 outete er sich gemeinsam mit anderen Männern im Wochenmagazin Stern.
- Wieland Speck (geb. 1951 in Freiburg): Er ist ein bedeutender deutscher Filmemacher und Teddy-Mitbegründer. Er lebt seit 1972 in Berlin.
- Wolfgang Theis (geb. 1948 in Gärtringen): Er ist ein deutscher Filmwissenschaftler und Ausstellungsmacher. Er studierte an der Freien Universität in Berlin Soziologie, Psychologie, Publizistik, Theater- und Filmwissenschaft. Er war Kurator einiger Ausstellungen des Schwulen Museums.
- WestBam (geb. 1965 in Münster): Er ist ein deutscher DJ und Produzent. Er lebt seit 1983 in Berlin, wo seine Karriere in der ehemaligen Diskothek Metropol startete.
- Wolfgang Winkler (geb. 1936 in Berlin/Mahlsdorf): Er studierte an der Humboldt-Universität in Berlin Wirtschaft und Bibliothekswissenschaft. Er leitete von 1966 bis 1991 die theaterwissenschaftliche Fachbibliothek beim Künstlerklub Möwe in Berlin.
- Ades Zabel (geb. 1963 in Berlin-Haselhorst): Er ist ein deutscher Schauspieler und Travestiekünstler.[4]

### Weitere interviewte Personen
Zusätzlich zu den oben angeführten Protagonisten wurden noch weitere Personen für die Dokumentation interviewt. Mit kurzen Beiträge vertreten sind Mabel Aschenneller (Künstleragent und Kulturveranstalter), Bob (DJ und syrischer Geflüchteter), Manuela Kay (LGBT-Aktivistin, Journalistin, Autorin und Verlegerin), Melina M. (Travestiekünstler), Mahide Lein (deutsche Kulturvermittlerin, Aushängeschild der Berliner Lesbenszene), Aron Neubert (fotografierte und unterstützte Jürgen Baldiga), Angela Parker (Stripteasetänzerin), Renata Ravell (bürgerlich: Olaf Plotzky, namhafter deutscher Travestiekünstler), Walter Schörling (Mitbegründer der Männerkommune), Christiane Steiner (Bibliothekarin), Udo Walz (ein bekannter deutscher Friseur) und Judy Winter (deutsche Schauspielerin und Kuratorin der Berliner AIDS-Hilfe).

## Produktion
Mein Wunderbares West-Berlin erschien 2017 als zweiter Teil einer Berlin-Trilogie von Jochen Hick. Begonnen hat dieses Projekt des Regisseurs 2013 mit der Veröffentlichung des Films Out in Ost-Berlin, in welchem es um das Leben und die Verfolgung von homosexuellen Bürgern in der DDR geht. Abgeschlossen soll diese Trilogie mit einem Film über den Mauerfall selbst werden.
Der Regisseur Hick ist dafür bekannt, dass sich seine Filme hauptsächlich mit dem Thema Homosexualität beschäftigen. In mehreren Dokumentarfilmen und Spielfilmen, wie zum Beispiel Via Appia, Zurück auf Los oder No one sleeps, hat sich Hick mit der homosexuellen Szene auseinandergesetzt und diese seinem Publikum näher gebracht.
Hick spricht in seinen Filmen viele unterschiedliche Lebensbereiche von Homosexuellen an. Die Verbreitung von HIV/AIDS und die daraus resultierenden Folgen für Homosexuelle sind häufige Aspekt in Hicks Filmen. Auch in Mein wunderbares West-Berlin wird AIDS, neben vielen weiteren Fragen, thematisiert.
Zwei Motive prägen die Arbeit und die Filme von Jochen Hick: Es soll nicht nur Publikum unterhalten, sondern gleichzeitig durch eine journalistische Erzählweise die Lebenswelt der homosexuellen Menschen sichtbar gemacht werden.
Produziert wurde der Film von der Firma Galeria Alaska Productions, welche ihren Hauptsitz in Hamburg hat und auch in Stuttgart besteht. Die Firma besitzt dazu noch ein Büro in Berlin.
Im Film wird, neben Songs des deutschen DJs WestBam, auch Musik von Claude Debussy, Edvard Grieg, Wolfgang Amadeus Mozart, Richard Wagner, David Harrow und Kevin McLeod eingesetzt. Die Musik dient dem Film zur dramaturgischen Verdeutlichung der Themen, die mit den Interviews und Archivmaterialien dargestellt werden. Meist wird Musik ohne Gesang eingesetzt, welche gleichzeitig ein weites Spektrum an verschiedenen Musikgenres abdeckt. Der Song And Party von WestBam wird während des Films und im Abspann abgespielt.
Am 11. Februar 2017 wurde der Film auf der Berlinale uraufgeführt. In den Kinos war er ab dem 29. Juni 2017 zu sehen. Der koproduzierende RBB strahlte den Film am 28. Juli 2019 aus.

## Rezensionen
„Mein wunderbares West-Berlin ist eine hochinteressante, aufwendige und penibel recherchierte Doku, die den Kinobesucher mitnimmt in eine Zeit, in der die West-Berliner Schwulenszene Pionierarbeit leistete. Pionierarbeit beim Erkämpfen von Grundrechten, (sexueller) Freiheit und Gleichberechtigung. Dass es heute z.B. in vielen Städten Deutschlands Aids-Hilfen, eine Vielzahl an Szene-Bars, ein vielfältiges Nacht- und Partyleben sowie CSDs gibt, ist vor allem den West-Berliner Aktivisten, Bürgerrechtlern und Homosexuellen zu verdanken…. Man ging für seine Rechte auf die Straße, es entstanden Organisationen der Schwulenbewegung und bald auch vermehrt Klappen (öffentliche Toiletten für anonymen Sex), Szene-Discos und Lederbars. Auch das zeigt der Film.“

„In seiner Dokumentation Mein wunderbares West-Berlin erinnert Regisseur Jochen Hick mit körnigen Aufnahmen an die teils noch existierenden, teils als solche verschwundenen schwulen Treffpunkte der Siebzigerjahre – jene Zeit, als im Westteil der Stadt eine Szene entstand, die Männer aus aller Welt anzog.“

„Umso bemerkenswerter ist es vor diesem Hintergrund, was Jochen Hick und sein Team aus zahlreichen privaten Quellen und einigen wenigen öffentlichen Archiven (wie dem Schwulen Museum*) an Foto- und Filmmaterialien zusammengetragen und zu diesem höchst kurzweiligen und informativen Film zusammengeschnitten haben. Einige der wichtigsten Stützpfeiler des schwulen Lebens von den 1950er Jahren bis zur Wende und dem Mauerfall werden in Filmausschnitten wieder lebendig oder treten sogar als Interviewpartner vor die Kamera. … So wird Mein wunderbares West-Berlin zu einer überaus unterhaltsamen und lehrreichen schwulen Geschichtsstunde.“

„Thematisch und zeitlich zieht der Film einen Bogen von der Homosexuellen Aktion Westberlin HAW bis zum Aids-Schock der 80er mit einem kleinen Schlussschwenk ins Post-9/11-Jetzt. Und ist dabei vielleicht ein bisschen zu rund, aber auch so prall gefüllt mit sehenswertem Originalmaterial, dass man ihn schon jetzt zu einem – übrigens auch durchaus schuldiensttauglichen – Standardwerk ernennen mag.“

„Es liegt insgesamt ein weiteres Mal am guten Gespür des Szene-Spezialisten Jochen Hick …, dass aus Mein wunderbares West-Berlin keine allzu trockene Geschichtsstunde und erst recht kein nostalgischer „Ach was waren das doch für aufregende Zeiten“-Film geworden ist. Vielmehr tragen ein flottes Timing (Schnitt: Thomas Keller) wie eine kluge Auswahl zum Teil auch bewusst frotzelnder O-Töne (z.B. im Falle von Romy Haag und Udo Walz) entschieden dazu bei, dass man sich schlichtweg angenehm mittreiben lässt. Einen weiteren Pluspunkt bilden zudem viele großartige Schnipsel aus allerlei Privat-Archiven (u. a. vom Porno-Dreh in Wieland Specks legendärer Männer-WG oder einige Ausschnitte aus ziemlich rabiaten Diskussionsmarathons mit Egmont Fassbinder als Wortführer). Hier wird sie noch mal ganz lebendig: die irre-wirre „Insel-Welt“ West-Berlins.“

„Fazit: Mein wunderbares West-Berlin nimmt den Zuschauer mit auf eine Reise durchs queere West-Berlin, von der Nachkriegszeit bis zum Mauerfall. Entstanden ist ein hochinformativer, gründlich recherchierter Film, der u. a. über die Pionierarbeit der West-Berliner Schwulenszene sowie das subkulturelle Nachtleben, akkurat informiert.“